# نوكيا 5140
نوكيا 5140 هو أحد أجهزة نوكيا، شركة الهواتف والتقنية النقالة. هو جهاز مصمم لانشطة الرياضية والظروف الصعبة بمقاومة للماء والصدمات لتميزه بغلاف خشن
يأتي هذا الجهاز مع شاشة 128*128 بكسل وشاشة 1.5 انش مع كمرة 0.3 بكسل. تم إصدار هذا الجهاز في 2004 . أما بالنسبة لوضعية إنتاجه الحالية فلم يعد يتم إنتاجه. تقنيته/تردده هي النظام العالمي للإتصالات المتنقلة. جيل الجهاز هو DCT4. عامل الشكل (التصميم) للجهاز هو «قطعة حلوى».